# Idioma jawe
Jawe (Diahoue, Njawe) es una lengua austronesia hablada mayoritariamente en el área tradicional de Hoot Ma Waap, los municipios de Hienghene y Pouébo, en la Provincia Norte, Nueva Caledonia. Del mismo modo que el nemi, el fwâi y el pije, se habla en la comuna de Hienghene; figura en el diccionario comparativo de lenguas de Hienghene, escrito por André-Georges Haudricourt y Françoise Ozanne-Riviera en 1982.
Tiene unos 990 hablantes nativos. Sin embargo, al no beneficiarse de la transmisión y de la legitimidad conferidas por la enseñanza pública, es una lengua amenazada.
Jawe es uno de los 33 idiomas melanesio-polinesios legalmente reconocidos por Nueva Caledonia y los canacos, pero no es uno de los idiomas más utilizados entre ellos, ya que el francés es el idioma predominante y oficial en Nueva Caledonia.